# Night Ranger
Night Ranger é uma banda de hard rock americana formada na cidade de São Francisco, ganhou significativa popularidade na década de 80, com uma série de álbuns de sucesso. Os cinco primeiros álbuns da banda venderam 10 milhões de cópias ao redor do mundo. O quinteto é muito conhecido pela power ballad Sister Christian que atingiu a posição de número #5 na Billboard Hot 100 em junho de 1984.
Depois do sucesso até a metade da década de 80 a banda separou-se em 1989. Em 1995 a banda volta para realizar um novo álbum já sem o vocalista original Jack Blades que integrava o Damn Yankees, dois anos depois acontece a volta da formação original e dois novos discos são lançados. Hoje a banda mantém três de seus integrantes originais e se mantém muito popular na Ásia, principalmente no Japão.

## Membros

### Membros atuais
- Jack Blades - baixo e vocais (1982-1989, 1996-presente)
- Kelly Keagy - bateria e vocais (1982-1989, 1991-presente)
- Brad Gillis – guitarra (1982-1989, 1991-presente)
- Keri Kelli – guitarra (2014-presente)
- Eric Levy – teclado (2011-presente)

### Membros antigos
- Jeff Watson – guitarra (1982-1989, 1991, 1996-2007)
- Alan Fitzgerald – teclado (1982-1988, 1996-2003)
- Gary Moon – baixo e vocais (1991-1996)
- Michael Lardie – teclado (2003-2007)
- David Zaijcek – guitarra rítmica e teclado (1993-1996)
- Jesse Bradman – teclado (1988-1989)
- Reb Beach – guitarra (2007-2008)
- Joel Hoekstra - guitarra (2008-2014)
- Christian Matthew Cullen - teclado (2012)

## Discografia
- 1982 - Dawn Patrol
- 1983 - Midnight Madness
- 1985 - Seven Wishes
- 1987 - Big Life
- 1988 - Man In Motion
- 1989 - Greatest Hits
- 1990 - Live In Japan
- 1995 - Feeding Off the Mojo
- 1997 - Neverland
- 1997 - Rock In Japan '97
- 1997 - Rock Masterpiece Collection
- 1998 - Seven
- 2000 - The Millenium Collection
- 2005 - Hits, Acoustic & Rarities
- 2005 - Best Of Live
- 2007 - Hole In the Sun
- 2007 - Extended Versions
- 2007 - Night Ranger Box Set
- 2008 - Hole In The Sun
- 2009 - Seven
- 2011 - Somewhere in California
- 2012 - 24 Strings & a Drummer
- 2014 - High Road
- 2017 - Don't Let Up [1]

### Video-Clipes
- 1982: "Don't Tell Me You Love Me"
- 1982: "Sing Me Away"
- 1983: "(You Can Still) Rock In America"
- 1983: "When You Close Your Eyes"
- 1983: "Sister Christian"
- 1985: "Sentimental Street"
- 1985: "Goodbye"
- 1985: "Four In The Morning"
- 1987: "The Secret Of My Success"
- 1987: "Hearts Away"
- 1987: "Color Of Your Smile"
- 1988: "I Did It For Love"
- 1997: "New York Time"
- 1998: "Sign Of The Times"
- 2011: "Growing Up In California"
- 2014: "High Road"
- 2014: "Knock Knock Never Stop"

### Compilações/Coletâneas
| Ano  | Título                                       | Posições de Vendagem | Certificações      |
| Ano  | Título                                       | US                   | Certificações      |
| ---- | -------------------------------------------- | -------------------- | ------------------ |
| 1989 | Greatest Hits                                | —                    | RIAA:Disco de Ouro |
| 1998 | Rock Masterpiece Collection                  | —                    |                    |
| 1998 | Keep Rockin': Best Selection '97–'98         | —                    |                    |
| 2000 | The Millennium Collection                    | —                    |                    |
| 2005 | Hits, Acoustic & Rarities (Re-recorded hits) | —                    |                    |
| 2015 | ICON                                         | —                    |                    |

### Singles
| Ano  | Canção                                       | US Hot 100 | US Mainstream Rock | Álbum            |
| ---- | -------------------------------------------- | ---------- | ------------------ | ---------------- |
| 1983 | "Don't Tell Me You Love Me"                  | 40         | 4                  | Dawn Patrol      |
| 1983 | "Sing Me Away"                               | 54         | 39                 | Dawn Patrol      |
| 1983 | "(You Can Still) Rock in America"            | 51         | 15                 | Midnight Madness |
| 1984 | "Sister Christian"                           | 5          | 2                  | Midnight Madness |
| 1984 | "When You Close Your Eyes"                   | 14         | 14                 | Midnight Madness |
| 1985 | "Sentimental Street"                         | 8          | 3                  | Seven Wishes     |
| 1985 | "Four in the Morning (I Can't Take Anymore)" | 19         | 13                 | Seven Wishes     |
| 1985 | "Goodbye"                                    | 17         | 16                 | Seven Wishes     |
| 1987 | "The Secret of My Success"                   | 64         | 12                 | Big Life         |
| 1987 | "Hearts Away"                                | 90         | –                  | Big Life         |
| 1988 | "I Did It for Love"                          | 75         | 16                 | Man in Motion    |
| 1988 | "(Don't Start Thinking) I'm Alone Tonight"   | –          | –                  | Man in Motion    |